# Bienenwirtschaft Meißen
Die Bienenwirtschaft Meißen ist ein deutscher Abfüller von Honigprodukten aus dem sächsischen Meißen und war der größte Honigabfüller der DDR. Das Unternehmen gehört seit den 1990er Jahren zu Breitsamer & Ulrich.

## Geschichte

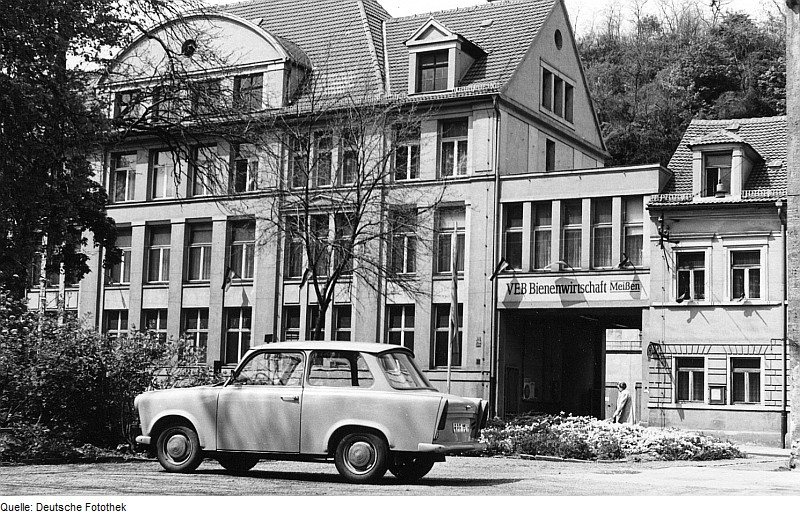
VEB Bienenwirtschaft Meißen, 1981, Eingang Talstraße 96/97

Gegründet wurde die Bienenwirtschaft Meißen in der damaligen SBZ im Jahre 1949. Zunächst Teil der Vereinigung volkseigener Erfassungs- und Aufkaufbetriebe wurde das Unternehmen in den 1960er Jahren zum Volkseigenen Kombinat. Im Jahr 1970 wurde das Kombinat aufgrund seiner geringen Größe aufgelöst und der Betrieb firmierte fortan als VEB Bienenwirtschaft Meißen. Zu dieser Zeit wurden rund 200 Mitarbeiter beschäftigt. Ab 1974 unterstand der VEB erst der VVB Kühl- und Lagerwirtschaft und ab 1984 dem Kombinat Kühl- und Lagerwirtschaft. Die Bienenwirtschaft Meißen war bis zur Wende der größte Honigabfüller der DDR.
Im Jahr 1989 begann eine Zusammenarbeit mit dem Unternehmen Breitsamer & Ulrich, deren 100-%-Tochter in der Rechtsform einer GmbH die Bienenwirtschaft Meißen wurde. Im Jahre 1999 wurde ein neues Betriebsgebäude im Osten der Stadt Meißen errichtet.
Geschäftsführer des Unternehmens ist Burkhard Bartsch.
Das Unternehmen ist seit 2008 nach dem International Food Standard (IFS) zertifiziert. Hauptabsatzmärkte für die Marke Bienenwirtschaft Meissen sind die Neuen Bundesländer.